# Erythronium multiscapideum
Erythronium multiscapideum är en liljeväxtart som först beskrevs av Albert Kellogg, och fick sitt nu gällande namn av Aven Nelson och Patrick Beveridge Kennedy. Erythronium multiscapideum ingår i Hundtandsliljesläktet och i familjen liljeväxter. Inga underarter finns listade.